# Диоксид-сульфид лютеция
Диоксид-сульфид лютеция — неорганическое соединение, 
смешанный оксид-сульфид лютеция с формулой Lu2O2S,
кристаллы,
не растворяется в воде.

## Получение
- Пропускание сероводорода через нагретый оксид лютеция:

{\displaystyle {\mathsf {Lu_{2}O_{3}+H_{2}S\ {\xrightarrow {750^{o}C}}\ Lu_{2}O_{2}S+H_{2}O}}}
- Нагревание стехиометрических количеств оксида и сульфида лютеция в вакууме:

{\displaystyle {\mathsf {2Lu_{2}O_{3}+Lu_{2}S_{3}\ {\xrightarrow {800-1350^{o}C}}\ 3Lu_{2}O_{2}S+H_{2}O}}}
- Сульфидирование оксида в расплаве серы:

{\displaystyle {\mathsf {2Lu_{2}O_{3}+3S\ {\xrightarrow {700-1200^{o}C,Na_{2}CO_{3}}}\ 2Lu_{2}O_{2}S+SO_{2}}}}
- Осторожное окисление при нагревании на воздухе сульфида лютеция:

{\displaystyle {\mathsf {Lu_{2}S_{3}+3O_{2}\ {\xrightarrow {660^{o}C}}\ Lu_{2}O_{2}S+2SO_{2}}}}

## Физические свойства
Диоксид-сульфид лютеция образует кристаллы
тригональной сингонии,
пространственная группа P 3m,
параметры ячейки a = 0,369 нм, c = 0,647 нм
.
Не растворяется в воде.

## Применение
- Кристаллы, допированные редкоземельными элементами, являются люминофорами.